# Eleccions legislatives xipriotes de 1976
Les Eleccions legislatives xipriotes de 1976 es van celebrar a Xipre el 5 de setembre de 1976. Va guanyar la coalició formada per DIKO, AKEL i EDEK, de manera que Alekos Michaelides fou elegit president de la Cambra de Representants de Xipre. El DISY, tot i obtenir el 28% dels vots, va restar fora de la Cambra.
Resum dels resultats electorals de 5 de setembre de 1976 a la Cambra de Representants de Xipre
|                        | Partit Democràtic Dimokratikon Komma                                                           | 756.251   | 43,75 | 21 | -  |
|                        | Partit Progressista del Poble Treballador Anorthotikon Komma Ergazemenou Laou                  | 264.005   | 15,27 | 9  | -  |
|                        | Moviment per la Socialdemocràcia-EDEK Kinima Sosialdimokraton Eniaia Dimokratiki Enosi Kentrou | 172.485   | 9,98  | 4  | +2 |
|                        | Reagrupament Democràtic Dimokratikos Sinagermos                                                | 485.332   | 28,00 | 0  | -  |
|                        | Independents                                                                                   | 583       | 0,2   | 1  | -  |
|                        | Altres                                                                                         | 49.735    | 2,89  | -  | -  |
|                        | Total (participació %)                                                                         | 1.728.321 | 100.0 | 35 |    |
| Font: diaris xipriotes |                                                                                                |           |       |    |    |